# Sieversdorf-Hohenofen
Sieversdorf-Hohenofen település Németországban, azon belül Brandenburgban. Lakosainak száma 694 fő (2023. december 31.).

## Népesség
A település népességének változása:
| Lakosok száma | 697  | 684  | 708  | 705  | 694  |
|               | 2017 | 2019 | 2021 | 2022 | 2023 |